# 房东保险
房东保险是一种保险单，涵盖财产所有者与出租财产有关的经济损失。 该保单涵盖建筑物，可选择为内部属于房东的任何物品投保。房东保险通常被称为买房出租保险，但是，买房出租保险是房东保险的一种。 必须区分买房出租保险（通常涵盖通过买房抵押购买的一处房产）和多房产保险（涵盖两处或更多房产）。 这些类型的房东保险中的每一种都涵盖不同的事情。 房东保险独立于房东紧急保险。
该保单通常涵盖标准风险，例如火灾、闪电、爆炸、风暴、水/油泄漏、沉降、盗窃和恶意损坏。 每份保险单都是不同的，可能包括也可能不包括所有这些项目。 可选的保险范围可能包括意外损坏、租户恶意损坏、恐怖主义、法律保护、替代住宿费用、财物保险、租金保证保险和责任保险。
房东的保险政策通常不涵盖属于租户的任何个人财产，或以其他方式保护租户的利益。 但是，如果租户遭受由房东负责的损失，保护房东或物业经理的责任政策将对他们有利。